# Utricularia quelchii
Utricularia quelchii este o plantă carnivoră terestră de mărime mică ce aparține genului Utricularia. În prezent este găsită endemic în Guyana și Venezuela. A fost descoperită în 1901. Crește adesea pe pământul umed de la baza copacilor de înălțime mică.